# Miniatur (Schach)

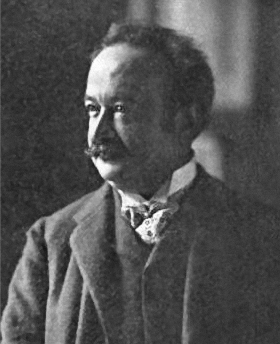
Oscar Blumenthal (ca. 1905) prägte den Begriff der Schachminiatur.

Eine Miniatur, auch Schachminiatur oder (selten) Schachepigramm, ist eine spezielle Form einer Schachkomposition mit maximal sieben Spielsteinen. Darstellungen davon sind seit dem 13. Jahrhundert bekannt. In der Neuzeit wurden sie etwa ab der Mitte des 19. Jahrhunderts in Unterhaltungsmagazinen und Schachzeitschriften verbreitet.
Der Begriff „Schachminiatur“ – in der heutigen Fachliteratur meist nur „Miniatur“ – wurde aber erst 1902 von dem deutschen Schriftsteller, Kritiker, Bühnendichter, Schachspieler und Schachkomponisten Oscar Blumenthal (1852–1917) als Benennung eingeführt.
In Abgrenzung dazu bezeichnet man als „Miniaturpartie“ (oder kurz auch „Miniatur“) eine Kurzpartie mit nicht mehr als 20 bis 25 Zügen.

## Begriffsverwendung

### Schachkomposition mit maximal sieben Steinen

#### Geschichte

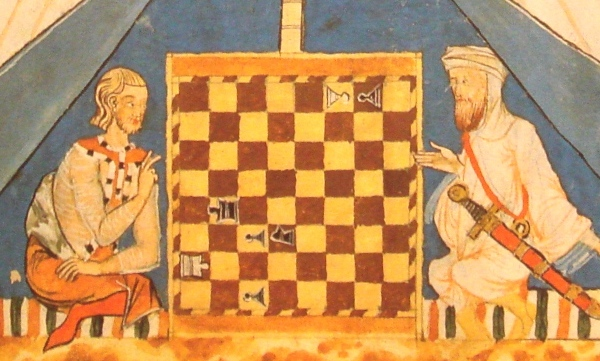
Libro de los juegos (1283)
Problem 103: Sieben Steine; Schwarz setzt in elf Zügen Matt.

Frühe Darstellungen von Schachstellungen finden sich im Libro de los juegos („Buch der Spiele“), das von
Alfons X. in Auftrag gegeben und 1283 fertiggestellt wurde. Von den dortigen 103 Problemen, die analysiert und kommentiert wurden, sind 15 Miniaturen: Zwölf Siebensteiner (d. h. Miniatur mit sieben Steinen), zwei Sechssteiner, und ein Fünfsteiner.
In der Neuzeit findet man Miniaturen ab Mitte des 19. Jahrhunderts zuerst in englischen und amerikanischen Unterhaltungsmagazinen, später auch in Schachzeitschriften.

#### Künstlerischer Aspekt
„Miniatur“ und „(Schach)Komposition“ lehnen sich an die musikalischen Begriffe „Miniatur“ und „Komposition“ an. Die Verwendung Epigramm im Synonym „Schachepigramm“ schafft eine Beziehung zur Lyrik.
Der künstlerisch tätige Blumenthal verwendete im Vorwort seiner Miniaturen-Sammlung an Kunst und Malerei angelehnte Formulierungen: „zierliche Kleingemälde“ in „engstem Rahmen“, „zur höchsten künstlerischen Vollendung“ und „ästhetischem Wohlgefühl“, sowie „...mit sparsamster Kunst aus wenigen Steinen zusammengesetzt...“. Als Motto dafür hatte er Emanuel Laskers Simplex sigillum veri („Das Einfache/Einfachheit ist das Siegel des Wahren“) gewählt.
In der amerikanischen, von 1933 bis 1969 erscheinenden Chess Review stand 1937 eine poetische Metapher mit Parallelen zur Musik.

“A chess miniature may be compared to a string symphony by one of the classical composers; the involved fugue of the full orchestral symphony is absent, but the single melody only stands out the more, making interpretation easier and more pleasurable.”

„Eine Schach-Miniatur kann mit einer Streichersymphonie von einem der klassischen Komponisten verglichen werden; die verwickelte Fuge der Symphonie für volles Orchester fehlt, aber die einzelne Melodie hebt sich nur noch mehr heraus und macht eine Interpretation leichter und vergnüglicher.“

#### Technischer Aspekt
|   | a | b | c | d | e | f | g | h |   |
| 8 |   |   |   |   |   |   |   |   | 8 |
| 7 |   |   |   |   |   |   |   |   | 7 |
| 6 |   |   |   |   |   |   |   |   | 6 |
| 5 |   |   |   |   |   |   |   |   | 5 |
| 4 |   |   |   |   |   |   |   |   | 4 |
| 3 |   |   |   |   |   |   |   |   | 3 |
| 2 |   |   |   |   |   |   |   |   | 2 |
| 1 |   |   |   |   |   |   |   |   | 1 |
|   | a | b | c | d | e | f | g | h |   |

Entsprechend Blumenthals Definition besteht eine Schachminiatur maximal aus sieben Spielsteinen, die er poetisch als „die heilige Siebenzahl“ bezeichnete.
Die einfachste Miniatur ist eine Komposition mit drei Spielsteinen („Dreisteiner“) – beispielsweise weiße Dame, weißer König, schwarzer König – in der der schwarze König mit einem Zug mattgesetzt wird. Im linken Dreizüger-Beispiel von U. Bonn wäre das eine Miniatur mit der Stellung vor dem letzten Zug Dc4–c1.
Lösung:

1. Ka4–b4 Kb2–b1

2. Kb4–b3 Kb1–a1 (Zugzwang)

3. Dc4–c1# (Matt)

Falls 1. … Kb2–a1, so 2. Kb4–b3 Ka1–b1 3. Dc4–f1 matt.
Die meisten Miniaturen verwenden vier bis sieben Spielsteine, wobei die Anzahl der komponierten Miniaturen von Viersteinern über
Fünfsteiner und Sechssteiner bis zu Siebensteinern – dies sind die von Blumenthal verwendeten Bezeichnungen – wegen der größeren Anzahl der möglichen Kombinationen zunimmt. Miniaturen mit drei oder vier Steinen werden „Wenigsteiner“ genannt.
|   | a | b | c | d | e | f | g | h |   |
| 8 |   |   |   |   |   |   |   |   | 8 |
| 7 |   |   |   |   |   |   |   |   | 7 |
| 6 |   |   |   |   |   |   |   |   | 6 |
| 5 |   |   |   |   |   |   |   |   | 5 |
| 4 |   |   |   |   |   |   |   |   | 4 |
| 3 |   |   |   |   |   |   |   |   | 3 |
| 2 |   |   |   |   |   |   |   |   | 2 |
| 1 |   |   |   |   |   |   |   |   | 1 |
|   | a | b | c | d | e | f | g | h |   |

Neben der Anzahl der Steine ist die Miniatur durch die Anzahl der Züge bis zum Matt charakterisiert: Je mehr eindeutige Züge erforderlich sind, desto schwieriger ist die Aufgabe und desto sorgfältiger muss komponiert werden. Dreizüger findet man als mittelschwere Aufgaben häufig, aber beide Blumenthal-Sammlungen präsentieren auch Vierzüger und Fünfzüger.
Lösung:

1. Sg3–f5, Ke1–f1

2. Sf5–e3+, Kf1–e1

3. Kc1–c2, f3–f2

4. Kc2–c1, f2–f1D (Bauernumwandlung: Dame)

5. Se3–c2# (Matt)

#### Komponisten und Sammler
In der großen Zahl der Schachkomponisten waren einige Spezialisten für Miniaturen. Andere Schachspieler legten bedeutende Sammlungen von Miniaturen an. In Folge eine Auswahl (in alphabetischer Reihenfolge):

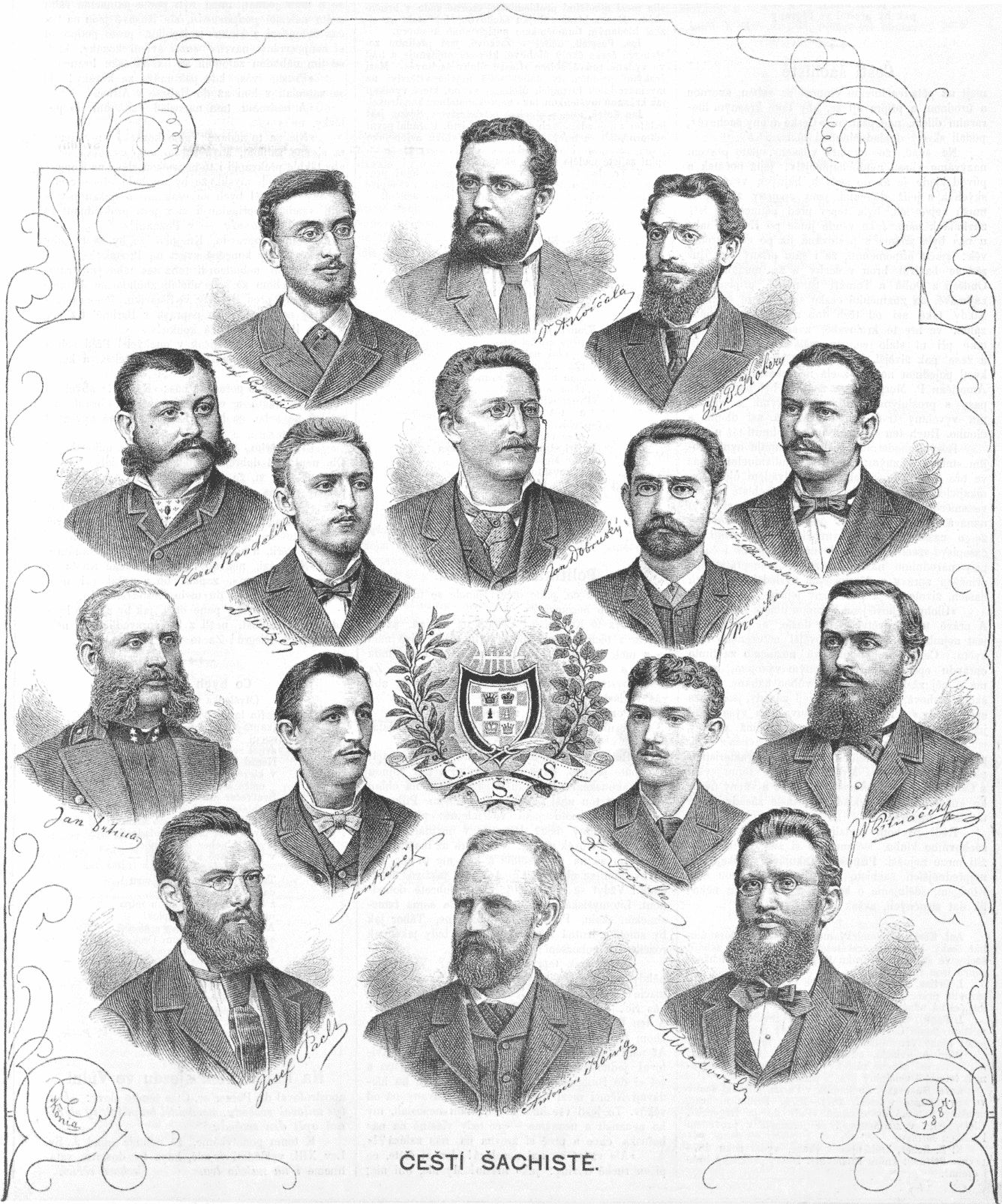
Mitglieder der böhmischen Schule (auch Miniatur-Schule)

- Oscar Blumenthal (1852–1917) komponierte selber etwa 100 Miniaturen und gab zwei Miniaturensammlungen heraus.[2][13]
- Die böhmischen Schule, auch „Miniatur-Schule“ genannt, darunter Eduard Mazel[2] (1859–1943), bestand aus einer Gruppe von Miniatur-Spezialisten.[15]
- Der auf Hilfsmatt-Miniaturen spezialisierte Wolfgang Alexander Bruder verfügt ebenfalls über eine bedeutende Miniaturensammlung.
- Der Österreicher Konrad Erlinger (1856–1944; Pseudonym „Konrad Erlin“) komponierte zahlreiche, auch mit Preisen prämierte Miniaturen.[2]
- Alexander Galitsky (1863–1921) komponierte etwa 1850 Schachprobleme, darunter viele Miniaturen.[16]
- Gerhard Kaiser (1890–1966) komponierte mehr als 100 Miniaturen und hatte eine Sammlung, die nahezu 10.000 Miniaturen umfasste.
- Johannes Kohtz (1843–1918) und Carl Kockelkorn (1843–1914) waren die Begründer der Neudeutschen Schule der Schachkomposition.
- Wladimir Koschakin (Владимир Кожакин), Magadan, besaß 2007 46.000 Miniaturen.[17]
- Samuel Loyd (1841–1911) war nach Blumenthals Meinung der „Meister aller Meister“.[2]
- Wilhelm Maßmann (1895–1974) komponierte 646 Miniaturen und erweiterte die Sammlung seines Vaters, Peter Asmus Maßmann, auf 18.000 Einträge.
- Gleb Nikolajewitsch Sachodjakin (1912–1982) veröffentlichte seit 1929 mehr als 100 Schachstudien, hauptsächlich Miniaturen; 25 seiner Kompositionen erhielten Auszeichnungen, acht einen ersten Preis.
- William Anthony Shinkman (1847–1933) war in Blumenthals Beurteilung ein „geistreicher amerikanischer Problemdichter“.[2]
- Klaus-Peter Zuncke (1954–2007), komponierte ab den 1970er Jahren etwa 250 Miniaturen und übernahm die Miniaturen-Sammlung von G. Kaiser, die er bis 2007 um die Sammlungen von P. H. Törngren und W. Maßmann auf etwa 61.000 Einträge erweiterte.[18]

### Kurzpartie mit maximal 25 Zügen
Mit „Miniatur“ oder „Miniaturpartie“ wird weiterhin eine abgeschlossene Kurzpartie mit weniger als 20 bis 25 Zügen bezeichnet. Bekannte Miniaturen dieser Art sind das Narrenmatt (franz. mat du lion; Matt in 2 Zügen), Schäfermatt (franz. coup du berger; Matt in 4 Zügen), Seekadettenmatt (franz. mat de Legal; Matt in 7 Zügen) und die partie de l’opéra (Matt in 17 Zügen).
Auch bei Schachturnieren ergeben sich immer wieder spektakuläre Miniaturen.